# Nina Valič
Nina Valič, slovenska gledališka, televizijska in filmska igralka, * 1973, Ljubljana.
Leta 1998 diplomirala Akademiji za gledališče, radio, film in televizijo v Ljubljani in se zaposlila v ansamblu Slovenskega narodnega gledališča Drama Ljubljana. Nastopila je v več kratkih filmih, celovečernih filmih Triptih Agate Schwarzkobler, Dvojina in Panika ter seriji Življenja Tomaža Kajzerja.
Njen oče je igralec Dare Valič.

## Filmografija
- Jezero (2019 - TV-serija)
- Življenja Tomaža Kajzerja (2014, TV serija)
- Potovanje na ladji Beagle - Pasavec (2013, kratki animirani film)
- Maček Muri (2013, kratki animirani film)
- Panika (2013, celovečerni igrani film)
- Dvojina (2013, celovečerni igrani film)
- Triptih Agate Schwarzkobler (1997, celovečerni igrani TV film)

## Igralska rodbina Valič

### Potomci Aleksandra Valiča
| ↓ Aleksander Valič ↓ (1919–2015)        | ↓ Aleksander Valič ↓ (1919–2015)        | ↓ Aleksander Valič ↓ (1919–2015) |
| ↓ njegov sin ↓                          | ↓ njegov nečak ↓                        | ↓ njegov daljni sorodnik ↓       |
| --------------------------------------- | --------------------------------------- | -------------------------------- |
| ↓ Iztok Valič ↓ (1950– )                | ↓ Dare Valič ↓ (1941–2023)              | ↓ Aleš Valič ↓ (1955– )          |
| Vid Valič (1982– ) Domen Valič (1984– ) | Nina Valič (1973– ) Blaž Valič (1974– ) | Matic Valič                      |